# Mbuluglasögonfågel
Mbuluglasögonfågel (Zosterops mbuluensis) är en fågelart i familjen glasögonfåglar inom ordningen tättingar.

## Utseende och läte
Mbuluglasögonfågeln är en liten och spetsnäbbad sångarlik fågel. Ryggen är olivgrön, undersidan vit och runt ögat syns en mycket bred vit ögonring. Vanligaste lätet är en ljus och skallrig fallande serie. Sången är dämpad och pratig.

## Utbredning och systematik
Fågeln förekommer i bergstrakter i sydöstra Kenya (Chyulu) och norra Tanzania (North Pare). Den kategoriserades tidigare som underart till Zosterops poliogastrus.

## Levnadssätt
Mbuluglasögonfågeln hittas i bergsskogar, skogsbryn, lummiga trädgårdar och buskmarker. Den ses vanligen i mycket aktiva flockar.

## Status och hot
Arten har ett stort utbredningsområde, men tros minska i antal, dock inte tillräckligt kraftigt för att den ska betraktas som hotad. Internationella naturvårdsunionen IUCN listar arten som livskraftig (LC).